# Malacacanthus capensis
Malacacanthus capensis är en korallart som först beskrevs av Sydney John Hickson 1900.  Malacacanthus capensis ingår i släktet Malacacanthus och familjen läderkoraller. Inga underarter finns listade i Catalogue of Life.